# WatchOS 8
watchOS 8 è l'ottava versione del sistema operativo per Apple Watch sviluppato dalla Apple Inc. È stata presentata durante la Worldwide Developers Conference del giugno 2021. Lo stesso giorno ne è stata pubblicata la prima versione beta per sviluppatori, mentre la pubblicazione della versione definitiva è avvenuta il 20 settembre 2021.

## Compatibilità
Gli Apple Watch che supportano il sistema operativo WatchOS 8 sono i seguenti:
- Apple Watch Series 3
- Apple Watch Series 4
- Apple Watch Series 5
- Apple Watch Series 6
- Apple Watch Series 7
- Apple Watch SE